# راسل، انتاریو
راسل، انتاریو (به انگلیسی: Russell) یک ناحیه در کانادا است که در شهرستان‌های پرسکات و راسل واقع شده‌است.

## خصوصیات
راسل ۱۹۹٫۰۶ کیلومترمربع مساحت و ۱۵٬۲۴۷ نفر جمعیت دارد و ۶۰ متر بالاتر از سطح دریا واقع شده‌است.